# Cápsula (microbiología)

Diagrama de estructuras extracelulares bacterianas: 1-cápsula, 2-capa mucosa o glicocalix, 3-biopelícula.

La cápsula es una capa rígida organizada en matriz impermeable que excluye colorantes como la tinta china. En cambio, la capa de material extracelular que se deforma con facilidad, es incapaz de excluir partículas y no tiene un límite definido, se denomina capa mucosa. Ambas se pueden detectar con métodos como la tinción negativa o la tinción de Burri.
La cápsula bacteriana es la capa con borde definido formada por una serie de polímeros orgánicos que en las bacterias se deposita en el exterior de su pared celular. Generalmente contiene glicoproteínas y un gran número de polisacáridos diferentes, incluyendo polialcoholes y aminoazúcares.
La cápsula le sirve a las bacterias de cubierta protectora resistiendo la fagocitosis. También se utiliza como depósito de alimentos y como lugar de eliminación de sustancias de desecho. Protege de la desecación, ya que contiene una gran cantidad de agua disponible en condiciones adversas. Además, evita el ataque de los bacteriófagos y permite la adhesión de la bacteria a las células animales del hospedador.